# Korea Południowa na Mistrzostwach Świata w Lekkoatletyce 2022
Korea Południowa na Mistrzostwach Świata w Lekkoatletyce 2022 – reprezentacja Korei Południowej podczas mistrzostw świata w Eugene liczyła 3 zawodników.

## Medaliści
| Medal  | Zawodnik       | Konkurencja | Rezultat | Data     |
| ------ | -------------- | ----------- | -------- | -------- |
| srebro | Woo Sang-hyeok | skok wzwyż  | 2,35     | 18 lipca |

## Skład reprezentacji

### Mężczyźni
| Zawodnik          | Konkurencja   | Eliminacje | Eliminacje | Finał   | Finał   | Źródło |
| Zawodnik          | Konkurencja   | Wynik      | Pozycja    | Wynik   | Pozycja | Źródło |
| ----------------- | ------------- | ---------- | ---------- | ------- | ------- | ------ |
| Oh Joo-han        | maraton       | —          | —          | DNF     | DNF     | [ 1 ]  |
| Choe Byeong-kwang | chód na 20 km | —          | —          | 1:28:56 | 34.     | [ 2 ]  |

| Zawodnik       | Konkurencja | Kwalifikacje | Kwalifikacje | Finał | Finał   | Źródło            |
| Zawodnik       | Konkurencja | Wynik        | Pozycja      | Wynik | Pozycja | Źródło            |
| -------------- | ----------- | ------------ | ------------ | ----- | ------- | ----------------- |
| Woo Sang-hyeok | skok wzwyż  | 2,28         | 1. q         | 2,35  | 2.      | [ 3 ] [ 4 ] [ 5 ] |